# Rivière aux Prunes
Rivière aux Prunes eller Plum River är ett vattendrag i Kanada.   Det ligger i provinsen Manitoba, i den sydöstra delen av landet, 1 700 km väster om huvudstaden Ottawa.
Trakten runt Rivière aux Prunes består till största delen av jordbruksmark. Runt Rivière aux Prunes är det mycket glesbefolkat, med 2 invånare per kvadratkilometer.